# Nord (Burkina Faso)
 For alternative betydninger, se Nord (flertydig). (Se også artikler, som begynder med Nord)
Nord er en af Burkina Fasos 13 regioner. Den blev oprettet den 2. juli 2001, og havde i 2006 1.182.770 indbyggere. Regionshovedstaden er Ouahigouya. Regionen har fire provinser: Loroum, Passoré, Yatengo og Zondoma.